# Ben Snow
Ben Snow (* in Nhill, Victoria, Australien) ist ein australischer Filmtechniker, der sich auf visuelle Effekte spezialisiert hat.

## Leben
Snow studierte Informatik und Film an der University of Canberra und ging anschließend nach London, wo er bis 1991 für die Moving Picture Company arbeitete. Anschließend ging er zurück nach Australien und wurde Leiter der Abteilung Computeranimation einer Firma in Sydney. Er schuf in dieser Zeit unter anderem Werbefilme. Auf der SIGGRAPH in Los Angeles wurde ein Team für die Tricksequenzen im geplanten Film Casper gesucht und Snows Bewerbung führte zum Engagement.
Snow war seither in zahlreichen Hollywood-Blockbustern für die visuellen Effekte zuständig und gilt als einer der besten Visual Effects Supervisor Australiens. Bis zum Jahr 2011 wurde er viermal für den Oscar für die besten visuellen Effekte und zweimal für einen BAFTA Award nominiert.

## Filmografie (Auswahl)
- 1994: Star Trek: Treffen der Generationen (Star Trek Generations)
- 1995: Casper
- 1996: Twister
- 1996: Mars Attacks!
- 1997: Vergessene Welt: Jurassic Park (The Lost World: Jurassic Park)
- 1998: Deep Impact
- 1999: Die Mumie (The Mummy)
- 1999: Galaxy Quest – Planlos durchs Weltall (Galaxy Quest)
- 2001: Pearl Harbor
- 2002: Star Wars: Episode II – Angriff der Klonkrieger (Star Wars: Episode II – Attack of the Clones)
- 2004: Van Helsing
- 2005: King Kong
- 2008: Die Geheimnisse der Spiderwicks (The Spiderwick Chronicles)
- 2008: Iron Man
- 2009: Terminator: Die Erlösung (Terminator Salvation)
- 2010: Iron Man 2
- 2011: Pirates of the Caribbean – Fremde Gezeiten (Pirates of the Caribbean: On Stranger Tides)

## Auszeichnungen
- 2000: BAFTA Award: Nominierung in der Kategorie Beste visuelle Effekte für Die Mumie
- 2002: Oscar: Nominierung in der Kategorie Beste visuelle Effekte für Pearl Harbor
- 2003: Oscar: Nominierung in der Kategorie Beste visuelle Effekte für Star Wars: Episode II – Angriff der Klonkrieger
- 2009: Oscar: Nominierung in der Kategorie Beste visuelle Effekte für Iron Man
- 2009: BAFTA Award: Nominierung in der Kategorie Beste visuelle Effekte für Iron Man
- 2011: Oscar: Nominierung in der Kategorie Beste visuelle Effekte für Iron Man 2